# Ready, Willing, and Disabled
Ready, Willing, and Disabled (titulado Listos, dispuestos y discapacitados en España y Listo, dispuesto y discapacitado en Hispanoamérica) es el decimoquinto episodio de la tercera temporada de la serie Padre de familia emitido el 20 de diciembre de 2001 a través de FOX. El episodio está escrito por Alex Barnow y Marc Firek y dirigido por Andi Klein, como artistas invitados, Tony Danza, Valerie Bertinelli y Alex Rocco prestan sus voces a sus respectivos personajes.

## Argumento
Chris, en su afán de recaudar dinero para un compañero enfermo de su clase, organiza un rastro en su jardín cuando de repente, un ladrón enmascarado roba la colecta. Joe Swanson, al presenciar el delito le persigue y consigue recuperar el dinero, sin embargo el delincuente consigue escapar. Al día siguiente, Peter encuentra a Joe deprimido y con intenciones de abandonar el cuerpo de policía hasta que su amigo le convence de que se inscriba en una competición similar a las paraolimpiadas que se va a realizar en Quahog. Para prepararle, Peter le somete a un arduo entrenamiento. Una vez empieza el evento, Joe tiene como rival a un discapacitado con ELA que no para de insultarle, no obstante, Joe en su empeño consigue ganar en todas las modalidades excepto en la de salto de longitud, por lo que vuelve a decaer. De pronto a Peter se le ocurre una idea en la que puede ayudar a su amigo a ganar la última prueba con éxito: mezclar su agua con anabolizantes. 
Tras ganar la medalla, ambos se vuelven figuras públicas hasta que a Joe, en cuanto se le empieza a subir la fama a la cabeza, decide prescindir de Peter para firmar un contrato publicitario con un agente para malestar de Peter, en especial cuando este ve una película que contradice lo sucedido al ver que Peter aparece como un antagonista que se dedica a desanimar a su atleta. Harto de que Joe no reconozca la labor que hizo como entrenador irrumpe un homenaje que le estaban haciendo al declarar ante los presentes que Joe ganó por unos anabolizantes que él puso en su bebida cuando estaba exhausto. Ante la cara de decepción de todos, Joe devuelve la medalla y vuelve a caer en otra depresión más profunda.
Por otro lado, en las primeras escenas del episodio, Stewie, Chris y Meg descubren un fajo de 26 dólares, sin embargo, al no ser los legítimos propietarios del dinero, Joe les comenta que están en su obligación de colocar carteles por todo el pueblo hasta que aparezca el propietario en un determinado periodo de tiempo. No obstante, todos empiezan a pelearse por el dinero hasta que Brian decide poner paz de por medio al ofrecerse él para guardar el dinero, pero termina cansándose de la paranoia de estos. Obviamente, los tres hermanos se pelean durante toda la noche hasta que por la mañana, con magulladuras reciben la visita de un hombre que asegura ser el dueño de los billetes. Al mismo tiempo que Peter va a hablar con Joe sobre lo sucedido en el homenaje, este reconoce al hombre como el ladrón que intentó escapar con el dinero del bote, aunque en esta ocasión consigue darle caza al caerle encima.
Tras volver a recuperar la confianza en sí mismo, Joe vuelve al cuerpo y se disculpa con Peter por su comportamiento al paso que admite de manera brusca que mató aquel tipo después de romperle la columna.